# Dararat Asayut
Dararat Asayut (en tailandés: ดารารัตน์ อาสายุทธ์; 18 de junio de 1984) es una deportista tailandesa que compite en tenis de mesa adaptado. Ganó una medalla de bronce en los Juegos Paralímpicos de París 2024, en la prueba de dobles (clase WD5).

## Palmarés internacional
| Juegos Paralímpicos | Juegos Paralímpicos | Juegos Paralímpicos | Juegos Paralímpicos |
| Año                 | Lugar               | Medalla             | Prueba              |
| ------------------- | ------------------- | ------------------- | ------------------- |
| 2024                | París (Francia)     | Medalla de bronce   | Dobles WD5          |